# Polimerizzazione multifotone

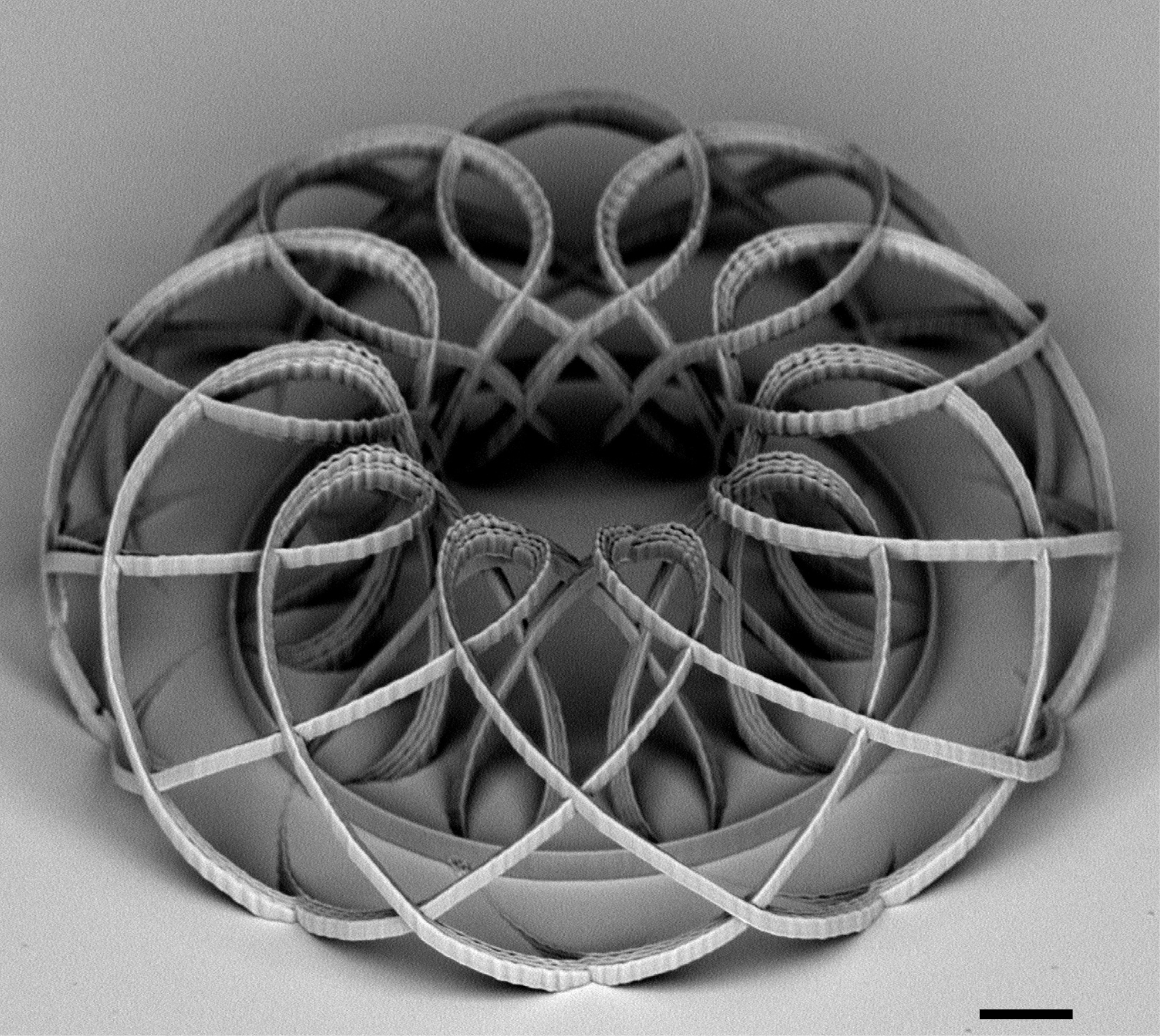
Toroide realizzato mediante il processo di fotopolimerizzazione multifotone. Immagine acquisita con microscopia a scansione elettronica. Barra di dimensione: 10 µm.

La polimerizzazione multifotone (anche nota come "scrittura laser diretta") è un processo di fabbricazione laser seriale che permette di realizzare strutture a livello sub-micrometrico con resine foto impressionabili (fotoresina).  La fotopolimerizzazione multifotone permette una fabbricazione laser tridimensionale estremamente versatile. Presenta evidenti vantaggi rispetto alle tecniche fotolitografiche standard, come la possibilità di realizzare strutture tridimensionali all'interno di un volume di resina, la mancanza di maschere durante i processi di polimerizzazione e la possibilità di realizzare strutture con elementi caratteristici nell'ordine dei 100nm.

## Generalità

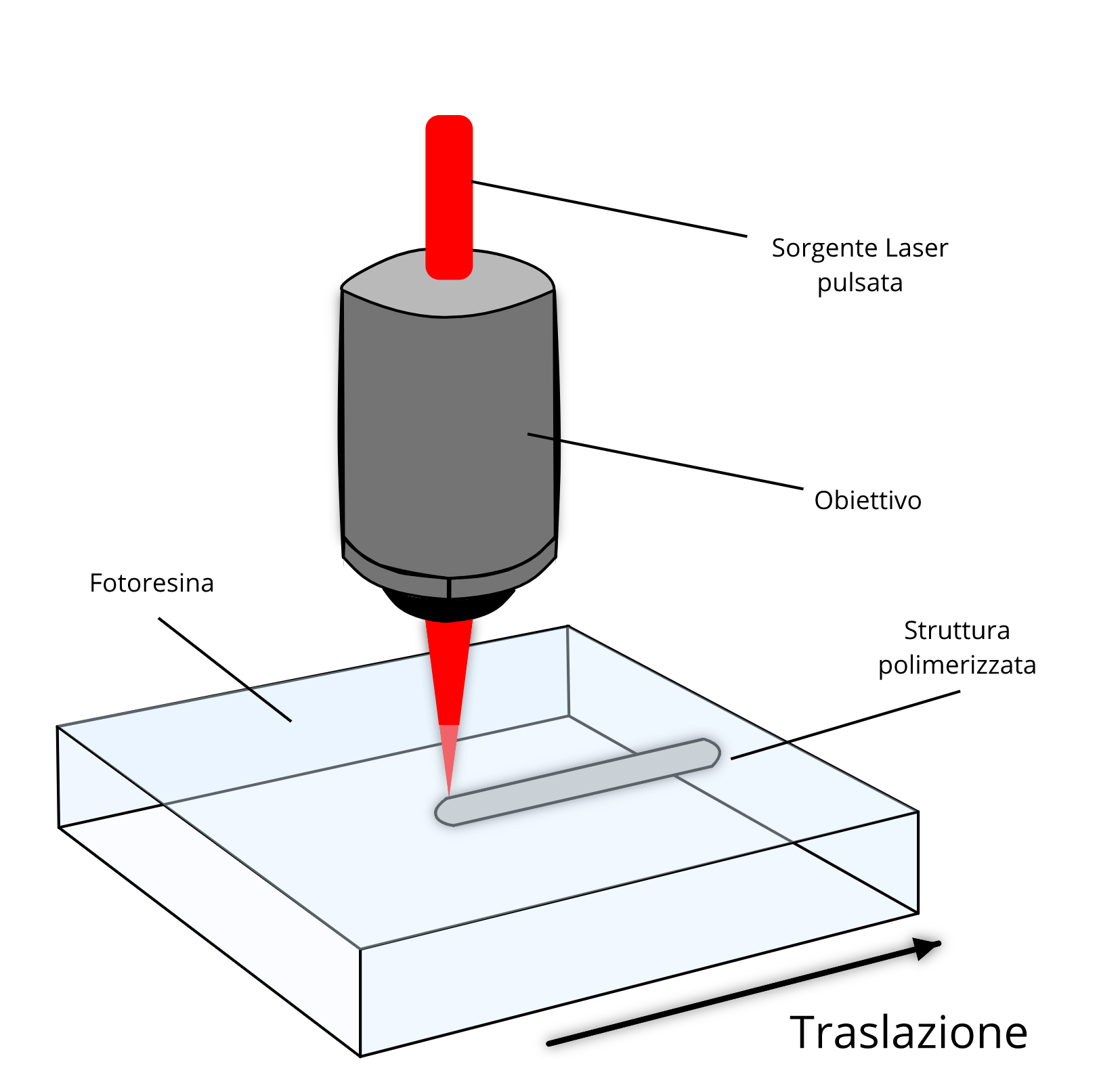
Rappresentazione schematica della polimerizzazione multifotone. La sorgente laser viene focalizzata all'interno di una resina che verrà traslata da appositi assi motorizzati.

Come avviene nelle tecniche fotolitografiche tradizionali, la polimerizzazione multifotone avviene mediante una sorgente luminosa pulsata, con una lunghezza d'onda specifica, che viene focalizzata in un materiale fotosensibile. Il processo di polimerizzazione si basa sul principio fisico dell'assorbimento a due fotoni: un fenomeno non lineare nel quale la probabilità di assorbimento simultaneo di due fotoni è proporzionale al quadrato dell'intensità luminosa incidente. Questo permette una polimerizzazione estremamente confinata nella regione di fuoco, con una risoluzione oltre il limite di diffrazione. Data la dimensione estremamente ridotta del voxel, la polimerizzazione (in questo caso chiamata scrittura) avviene traslando il campione mediante assi motorizzati, disegnando così la geometria desiderata (similarmente a quanto avviene in un processo di stampa 3D). Per questo motivo il processo viene anche chiamato "scrittura laser diretta". È possibile, in aggiunta, utilizzare scanner galvanometrici per movimentare planarmente il fascio laser, in maniera accoppiata alla traslazione del campione, rendendo più rapido il processo di polimerizzazione. Ogni passaggio del laser causa una modifica chimica nella regione di fuoco nella resina, come la solidificazione o la dissoluzione del materiale stesso. La regione fuori fuoco invece permarrà nel suo stato iniziale: liquido, sol/gel o solido. La reazione che scaturisce è una polimerizzazione radicalica o cationica, in base alla resina scelta.

## Contesto

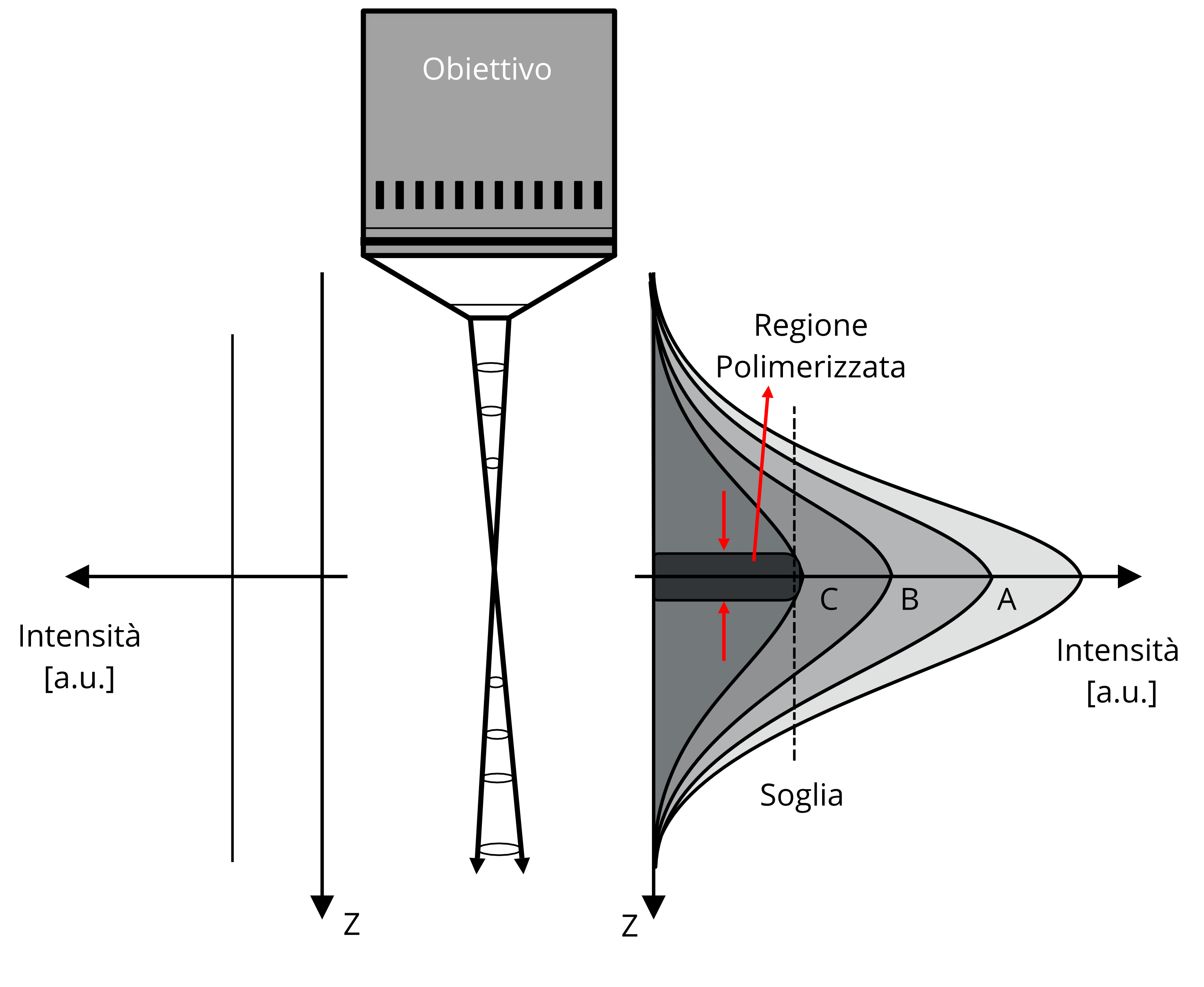
Confronto tra la distribuzione di potenza nel fuoco di un laser pulsato (destra) e di uno continuo (sinistra). La soglia di polimerizzazione permette la generazione di strutture oltre il limite di diffrazione, qualora la potenza del laser sia appena al di sopra della soglia stessa.

Il processo di polimerizzazione multifotone può essere ottenuto sfruttando laser infrarossi con impulsi ultra brevi (con durata temporale di decine di femtosecondi) che vengono focalizzati con un obiettivo ad elevata apertura numerica in un fotopolimero. Data la non linearità del processo (definibile a soglia), l'assorbimento sarà confinato solo nel fuoco ove l'intensità sarà sufficiente a varcare la barriera energetica di inizio reazione, ovvero la soglia stessa, innescando la reazione di polimerizzazione. Solo nel piano focale, quindi, la fluenza sarà sufficientemente elevata da rendere probabile l'assorbimento contemporaneo di due fotoni indipendenti, fornendo un'energia sufficiente a dare inizio al fenomeno di polimerizzazione. L'assorbimento multifotone viene quindi confinato nella sola regione focale (e non in tutta l'area attraversata dal fascio laser), permettendo così una polimerizzazione tridimensionale avente una risoluzione oltre il limite di diffrazione. Per rendere efficace il processo di polimerizzazione vengono impiegati laser con una frequenza di ripetizione degli impulsi (repetition rate) elevata (es. 80 MHz), così da ottenere spike sufficientemente intensi da innescare il superamento della soglia energetica, mantenendo però una potenza media molto più bassa rispetto a quella misurabile con un laser continuo. Vengono così evitati fenomeni termici, che comporterebbero un danneggiamento del campione irradiato dalla sorgente laser. In aggiunta, le sorgenti impiegate dovranno essere selezionate con una lunghezza d'onda compresa tra l'infrarosso-vicino e l'infrarosso, in modo da ridurre l'energia associata al singolo fotone (evitando un processo di assorbimento lineare) ed aumentare la capacità di penetrazione nel mezzo. Grazie al ridotto scattering, è possibile polimerizzare più in profondità nella resina. Queste condizioni vengono raggiunte solo quando il materiale selezionato risulterà trasparente alla lunghezza d'onda λ di fabbricazione, ma al contempo assorbente alla sua seconda armonica λ/2. 
Una volta effettuato l'irraggiamento è necessario procedere con una fase di sviluppo mediante appositi solventi che rimuovono la porzione di fotopolimero ancora solubile (in base che la fotoresina scelta sia negativa o positiva).

## Materiali per la polimerizzazione multifotone
I materiali impiegati per la polimerizzazione multifotone sono le fotoresine normalmente utilizzate nella fotolitografia tradizionale. Queste possono essere utilizzate sia in uno stato liquido viscoso che in uno stato gel a seconda delle necessità in fase di fabbricazione. Solitamente resine più liquide richiedono maggiori accortezze nel fissaggio del campione durante le fasi di scrittura, a fronte di una maggiore facilità di preparazione e deposizione. Di contro, resine solide possono essere maneggiate con estrema facilità, ma richiedono processi di preparazione molto complessi e lunghi . Le fotoresine includono sempre un prepolimero (il monomero) e, a seconda dell'applicazione, un fotoiniziatore, inteso come catalizzatore per la reazione di polimerizzazione. In aggiunta possono trovarsi anche inibitori di polimerizzazione (necessari per stabilizzare alcune resine e per ridurre la dimensione del voxel polimerizzato), solventi (che possano facilitare la deposizione del materiale), addensanti (più comunemente chiamati filler) e altri additivi come coloranti di vario genere, impiegati per funzionalizzare il materiale realizzato.

### Acrilati
Tra le resine più diffuse troviamo gli acrilati. Queste sono impiegate in processi di litografia tradizionale e fotopolimerizzazione con reazione radicalica a catena e sono commercialmente disponibili in una larga gamma di prodotti aventi diverse proprietà e composizioni. Normalmente queste resine, per quanto riguarda il volume non irradiato dalla luce, risultano solubili in comuni solventi alcolici (come etanolo o 2-propanolo) semplificando il processo di sviluppo (inteso come rimozione del polimero non irradiato). 
Il grande pregio delle resine acriliche sta nel loro mantenimento di forma a seguito dello sviluppo (ridotto restringimento), nelle loro eccellenti proprietà meccaniche e nella possibilità di una scrittura estremamente rapida rispetto a quanto avviene con altre fotoresine.
Affermate per biocompatibilità, ottime proprietà strutturali e ottiche sono anche le resine acriliche organiche/inorganiche con base ceramica come OMOCER e silicata-ceramica come SZ2080. Quest'ultimo ha riscontrato grande diffusione soprattutto in campo biologico e ottico, grazie alla sua biocompatibilità e possibilità di variare le sue proprietà ottiche (come l'indice di rifrazione) modificando semplicemente il suo rapporto di componente inorganica.

### Resine epossidiche
Estremamente diffuse, e più comuni nel campo dei MEMS e della microfluidica, sono le resine epossidiche. Queste vengono impiegate per la polimerizzazione multifotone a reazione cationica. Una delle più note è l'SU-8 che permette la deposizione di film sottili (con uno spessore fino a 500 µm) e la realizzazione di strutture con un elevato rapporto d'aspetto ("aspect ratio"). Altre resine epossidiche comunemente utilizzate sono: l'SCR-701, largamente utilizzato per realizzare micro-elementi rotanti, e l'SCR-500.

## Applicazioni
Le aree di applicazione per questo tipo di tecnologia sono, ad oggi, molteplici: medicina rigenerativa, ambito biomedicale, micromeccanica, microfluidica, microscopia a forza atomica, ottica e scienze delle telecomunicazioni.

### Medicina rigenerativa e ambito biomedicale
Grazie alla biocompatibilità di molte resine disponibili (come SZ2080 e OMOCER), ad oggi vengono realizzati scaffold di varia geometria e dimensione per controllare meccanicamente e chimicamente aspetti chiave nel comportamento delle cellule in coltura, come: migrazione, adesione, proliferazione e differenziamento. La possibilità di realizzare tali strutture con una dimensione comparabile con quella cellulare ha reso possibile l'incorporazione di veri e propri stimoli meccanici in scaffold specificatamente realizzati per interagire con le cellule a livello di microambiente. Le loro applicazioni spaziano dal mantenimento di staminalità, in cellule mesenchimali adulte con il NICHOID, scaffold che ricrea l'ambiente fisiologico della nicchia staminale in vitro, alla creazione di scaffold per lo studio della migrazione e motilità cellulare.

### Micromeccanica e microfluidica
Con il crescente sviluppo di dispositivi miniaturizzati integrati come i Lab-on-a-chip è cresciuto di pari passo il fabbisogno di realizzare elementi attivi (pompe) o passivi (elementi meccanici o filtri) micrometrici da poter sfruttare in canali microfluidici. Nello specifico, c'è grande interesse nello sviluppo di filtri porosi. Tali possono essere utilizzati per isolare il plasma dagli eritrociti, per separare popolazioni cellulari sulla base della dimensione o più semplicemente per filtrare soluzioni da detriti e impurità. I filtri realizzati con la polimerizzazione a due fotoni sono tridimensionali e portano due grandi vantaggi rispetto ai filtri convenzionali. In primis, grazie all'incremento della resistenza meccanica allo sforzo di taglio, mostrano una maggiore efficienza; in aggiunta, possono essere polimerizzati direttamente all'interno dei microcanali già sigillati, migliorando la precisione nella realizzazione dei dispositivi fluidici stessi. È di notevole rilevanza anche lo sviluppo di sistemi pompanti integrati. Questi possono essere realizzati come un insieme di due o più microrotori separati, confinati nel canale dal loro stesso albero, per evitare movimenti non desiderati se non azionati esternamente. Tali sistemi vengono movimentati con un fascio laser continuo appositamente direzionato.

### Microscopia a forza atomica
Per la realizzazione di micropunte (tips) per microscopia a forza atomica la tecnica principe ad oggi usata è la fotolitografia, solitamente effettuata su materiali rigidi come oro, silice e suoi derivati. Tuttavia le proprietà meccaniche di questi materiali impediscono la realizzazione di strutture ricurve, se non a fronte di processi produttivi molto dispendiosi e complessi. Per questo motivo la polimerizzazione multifotone viene utilizzata come un'innovativa tecnologia per la realizzazione di micropunte specificatamente adattate per l'applicazione desiderata. Limite riscontrato nella litografia multifotone è da identificarsi nella sua natura seriale che, in applicazioni produttive industriali, risulta non compatibile con una polimerizzazione di massa dell'elemento desiderato.

### Ottica
Grazie alla possibilità di realizzare strutture tridimensionali estremamente planari, la polimerizzazione multifotone risulta ottimale nella realizzazione di componenti ottici per guide d'onda, risonatori, cristalli e lenti.